# Sezesko

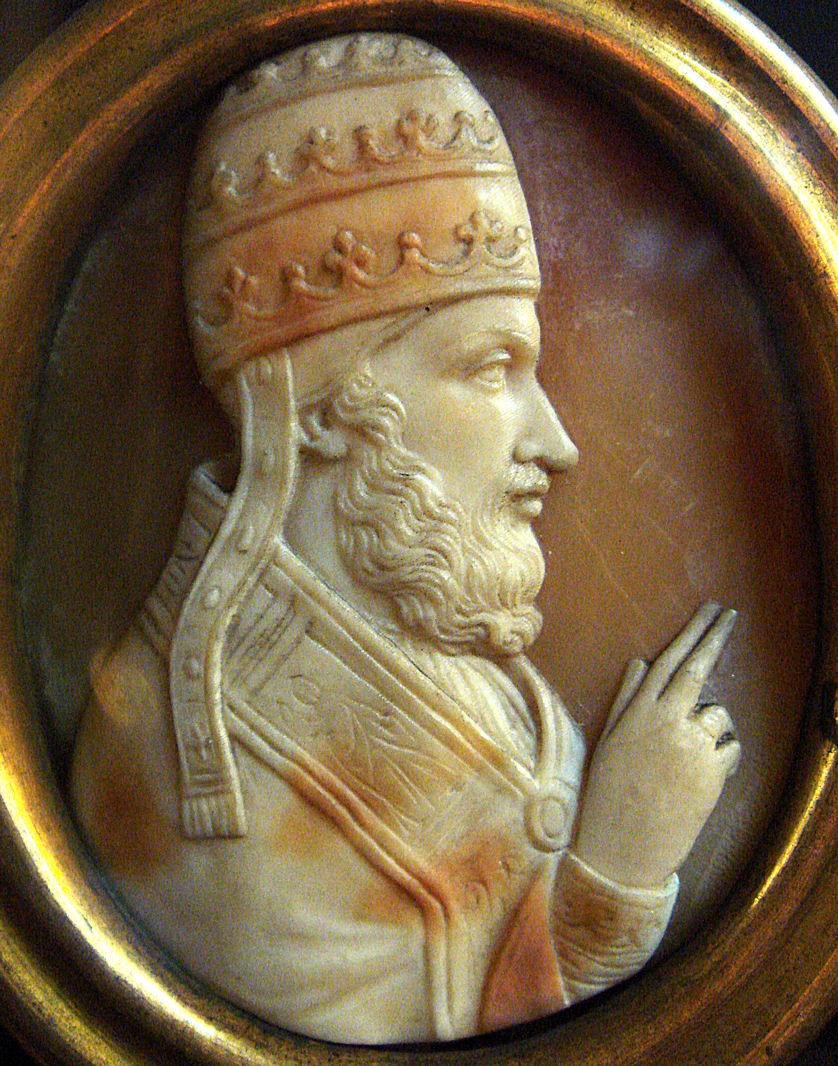
Wystawca bulli papież Hadrian IV

Sezesko – miejscowość wymieniona w bulli wrocławskiej o niepewnej identyfikacji. 

## Bulla
W 1155 r. powstała bulla wrocławska – „srebrna bulla” piśmiennictwa polskiego, wymieniająca 80 nazw miejscowych i osobowych. Brudnopis sporządzono we Wrocławiu, który następnie został przepisany w Rzymie. W bulli tej papież Hadrian IV potwierdził posiadłości biskupstwa wrocławskiego. Wśród nazw miejscowych znalazły się trzy odnoszące do miejscowości leżących na terenie późniejszego powiatu górowskiego. Dwie są znane – Góra i Sądowel, trzecia to tajemniczo brzmiące Sezesko.
Bulla składa się z dwu części. W części drugiej, stanowiącej spis dóbr biskupstwa wrocławskiego, występuje Sądowel. Część pierwsza oparta na jakimś starszym zapisie zawiera spis grodów kasztelańskich. O ile później między Głogowem i Miliczem występuje Sądowel, o tyle w części pierwszej, starszej, zamiast Sądowla wymienia się „Sezesko”. Nazwa ta nigdy więcej nie pojawiła się w zachowanych dokumentach, toteż dziś nie wiemy, gdzie umiejscowić ten zapomniany gród. W bulli z 1245 r. ponownie wymienia się Sądowel w tym samym miejscu, co wcześniej. Można przypuszczać, że „Sezesko” było wcześniej grodem kasztelańskim, którego funkcje w pierwszej połowie XII w. przejął Sądowel.

## Próby identyfikacji
Problem występowania w tym samym miejscu – w dolnym biegu Baryczy – dwu grodów „Sezesko” i Sądowla próbowano wyjaśnić w różny sposób. Niektórzy badacze próbowali identyfikować „Sezesko” z takimi miejscowościami jak Sądowel, Siciny, Szedziec czy Szydłów w pobliżu Gubina. Możliwa byłaby jedynie identyfikacja z Szedźcem. Według jednego z badaczy (St. Kozierowskiego) istnieje zapis „Sedicz” z 1067 r., który wiąże się ze współczesnym Szedźcem. Pokrewieństwo filologiczne wskazuje na możliwość, że to średniowieczne „Sezesko”.
Według Stanisława Rosponda „Sezesko” należy po polsku odczytać jako „Siedźsko” lub „Siedzsko”, z czego ta ostatnia nazwa wydaje się być bardziej prawdopodobna. Można tę nazwę traktować jako topograficzną, czyli charakteryzującą teren. Toponimy informują o takich cechach środowiska naturalnego, które ludzie z jakichś względów uznali za ważne, np. ukształtowanie terenu (np. Bełcz, Góra, Wąsosz), rodzaj gleby (np. Czernina, Glinka), położenie obiektu w stosunku do rzek, jezior, bagien (np. Sądowel), szata roślinna (np. Chróścina, Czarnoborsko, Czernina, Grabowno, Jemielno, Siciny), świat zwierzęcy (np. Jastrzębia). Wówczas „Siedzsko” oznaczałoby miejsce zasiedlone. Nazwa ta byłaby wtedy spokrewniona z takimi słowami jak osiedlić, siedlisko, siedliszcze, przysiółki (dawniej przysiódłki), sioło (dawniej siodło) czy Siedlce.
Przyrostek – sk- ma charakter topograficzny, ale sporadycznie spotyka się nazwy dzierżawcze utworzone przy jego pomocy. Taka interpretacja nazwy „Siedzsko” też jest możliwa. Wówczas jej rekonstrukcja winna brzmieć „Sieciesko”. Pochodziłaby od nazwy osobowej „Sieciech”. W polskiej historii jest znany wojewoda Władysława Hermana o tym imieniu. Rozmieszczenie nazw zakończonych – na -sk i -sko zależało od dzielnicy. Pierwsze występowały w Małopolsce, na Śląsku i Mazowszu, drugie – w Wielkopolsce. Jednak pisarze wielkopolscy narzucali swe nawyki, szczególnie silnie na Śląsku (zwłaszcza na jego północnych krańcach), stąd wygłosowe „o” w „Sezesko”.
Wydaje się jednak, ze pierwsza interpretacja nazwy „Sezesko” oznaczające miejsce zasiedlone jest bardziej prawdopodobna.